# RX-250-LPN
RX-250-LPNはインドネシアの観測ロケット。単段式で、1987年に初めて打ち上げられた。インドネシア国立航空宇宙研究所が運用する。現役。

## データ
- 全重量: 300 kg
- 全長: 5.30 m
- 直径: 0.25 m
- 推力: 52.00 kN
- 高度: 70 km
- 初飛行: 1987.01.01
- 最終飛行: 2007.06.19
- 打上げ回数: 6
- 射場: パームングプーク発射所